# 三河東郷駅
三河東郷駅（みかわとうごうえき）は、愛知県新城市川路字夜燈にある、東海旅客鉄道（JR東海）飯田線の駅である。

## 概要
豊橋駅（愛知県）と辰野駅（長野県）を結ぶJR飯田線の中間駅（途中駅）の一つである。新城市新城地区の北部地区（旧・南設楽郡東郷村域）に位置する。
1900年（明治30年）に豊川鉄道によって開業した。その後国有化を経て、1987年（昭和62年）の国鉄分割民営化に伴いJR東海経営に移っている。豊川鉄道時代は川路駅（かわじえき）と名乗った。

## 歴史
当駅を開設した豊川鉄道は、現在のJR飯田線南部に当たる豊橋 - 大海間を運営していた私鉄である。当駅を挟む新城から大海までの区間は1900年（明治33年）9月に開通するが、それから3ヶ月遅れた同年12月に当駅は新設された。当初は三河東郷駅では無く、「川路駅」を称した。
1943年（昭和18年）8月、豊川鉄道線は買収・国有化され国鉄飯田線が成立する。これによって川路駅も国有鉄道の駅となるが、同時に国有化され飯田線の一部となった伊那電気鉄道線にも同じく「川路駅」（長野県）があったことから「三河東郷駅」に改称した。
1971年（昭和46年）には開業時からの貨物取扱が廃止されて旅客駅となり、そのまま1987年（昭和62年）4月の国鉄分割民営化を迎えてJR東海に移管された。

### 年表
- 1900年（明治33年）12月15日：豊川鉄道の川路駅（かわじえき）として開設[1]。
- 1943年（昭和18年）8月1日：豊川鉄道の国有化に伴い、国鉄飯田線の駅となる。同時に三河東郷駅（みかわとうごうえき）に改称[1]。
- 1962年（昭和37年）6月20日：車扱貨物取扱を廃止し、貨物取扱範囲を小口扱貨物のみに縮小[1]。
- 1971年（昭和46年）12月1日：残る小口扱貨物取扱廃止。荷物扱いも同時に廃止[1]。
- 1984年（昭和59年）2月24日：飯田線南部への列車集中制御装置 (CTC) 導入に伴い、無人駅化[2]。
- 1987年（昭和62年）4月1日：国鉄分割民営化に伴い、JR東海が継承[1]。
- 2007年（平成19年）頃：現在の駅舎に改築
- 2025年（令和7年）3月15日：ICカード「TOICA」が利用可能となる[3][4]。

### 所在地の遷移
開設時、所在地は南設楽郡東郷村川路であった。その後、東郷村は1955年（昭和30年）4月に新城町へと合併、1958年（昭和33年）11月には新城町は市制を施行して新城市となった。その結果1985年（昭和60年）の時点では、所在地は新城市川路となっている。

## 駅構造
島式ホーム1面2線を有する地上駅である。
ホーム番線は南側が1番線、北側が2番線である。単線上にある交換駅であり、列車の交換（行き違い）が可能である。
駅舎は上りホーム（1番線）側に存在する。この駅舎には、駅周辺で行なわれた長篠の戦いで織田・徳川連合軍が設置した馬防柵を模したモニュメントが取付けられている。また、ホーム間移動用に構内踏切がある。
かつては駅員配置があったが、1984年（昭和59年）以降無人駅（駅員無配置駅）であり、管理駅（駅長配置駅）である豊川駅管理下に置かれている。
| 番線 | 路線      | 方向 | 行先               |
| ---- | --------- | ---- | ------------------ |
| 1    | CD 飯田線 | 上り | 豊橋方面           |
| 2    | CD 飯田線 | 下り | 中部天竜・飯田方面 |

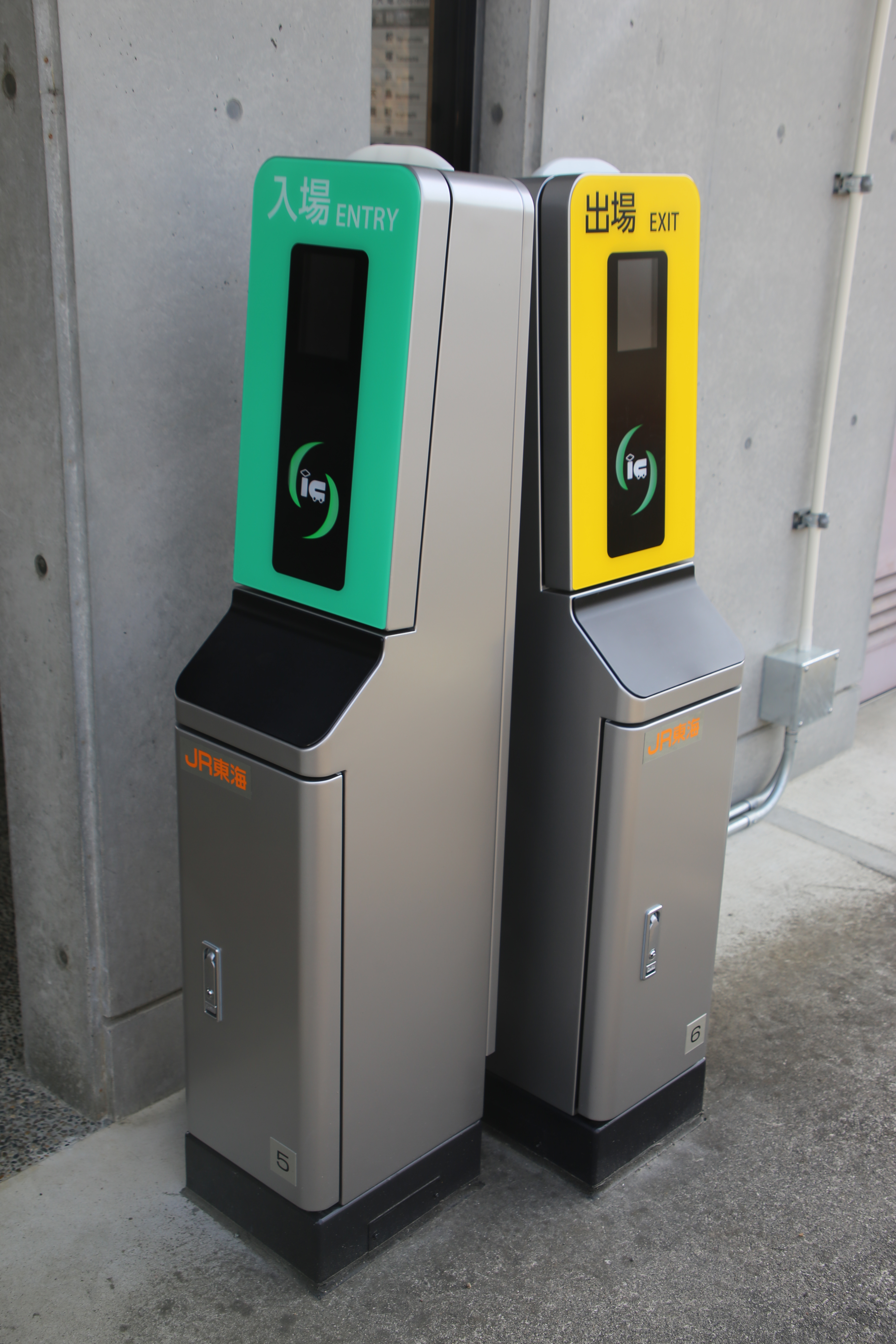
簡易トイカ改札機（2025年3月）
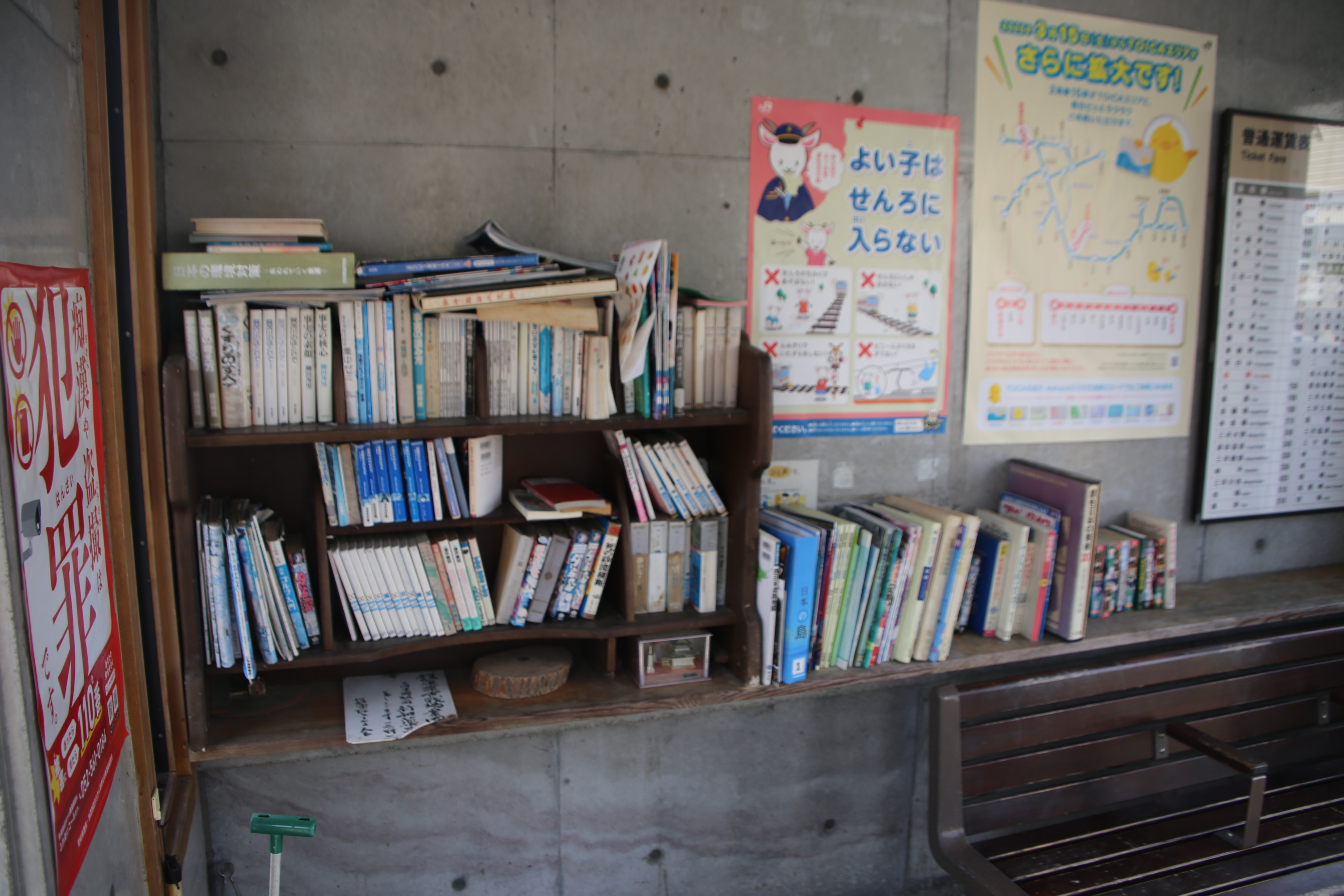
待合室に設置されている本棚（2025年3月）
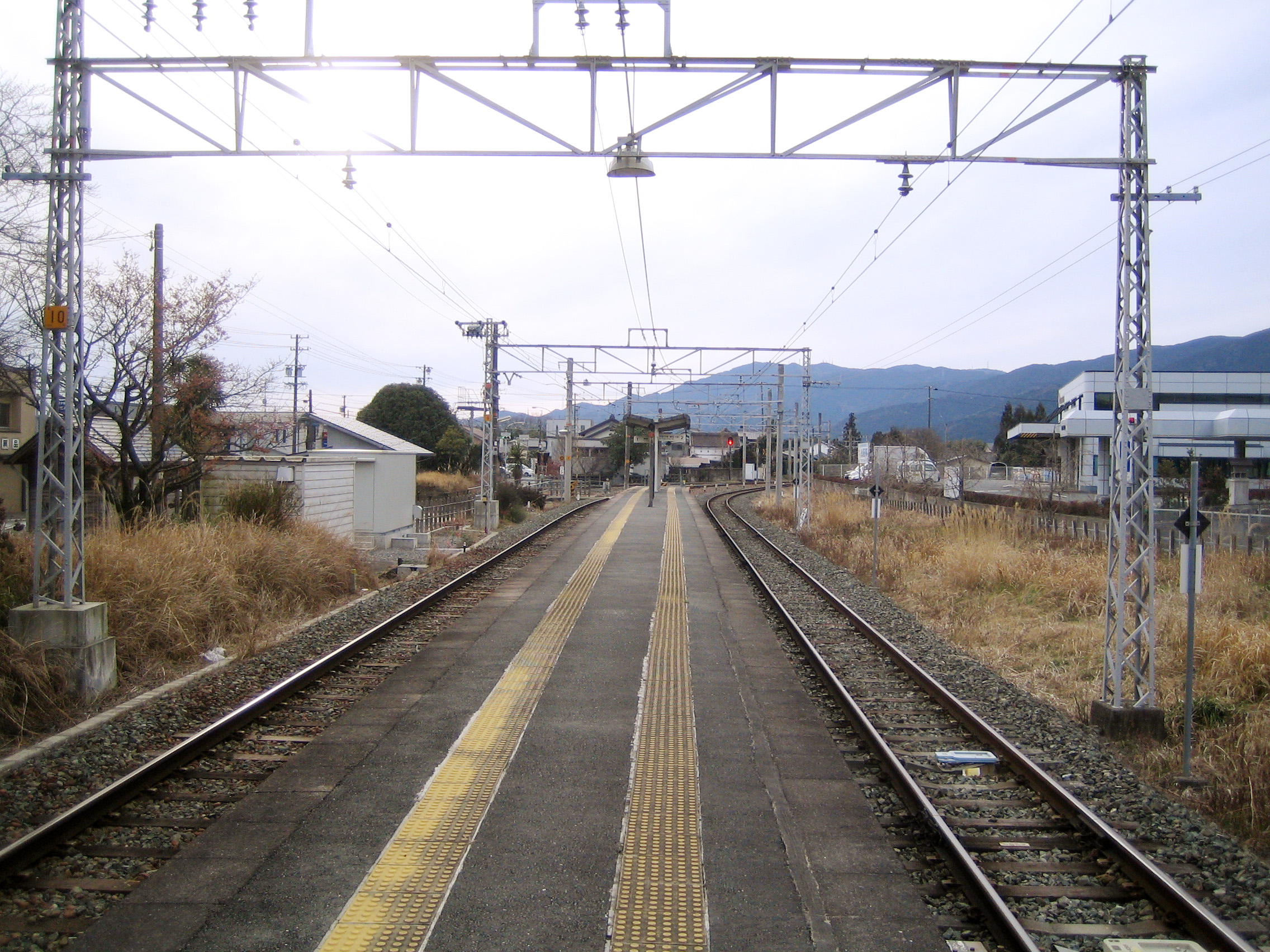
ホーム（2007年2月）

## 停車列車
当駅には、豊橋方面（上り）・飯田方面（下り）の双方共1時間当たり概ね1本（ラッシュ時は最大2本）の列車が停車する。停車する列車種別は普通列車と、上り1本のみ設定されている快速列車の2種類であり、特急「伊那路」は通過する。

## 駅周辺

### 周辺の施設
- 穂の香看護専門学校
- 新城市立東郷中学校
- 新城市立東郷東小学校
- 豊川
- 国道151号
- 新東名高速道路新城IC
- 道の駅もっくる新城（同施設内のJR高速バス停まで徒歩約15分）
- JRバス関東新城支店
- 設楽原古戦場、信玄塚
- 曹洞宗、聖堂山、勝楽寺

### バス路線
駅前に豊鉄バスの「川路」バス停留所（バス停）がある。新城市中心部の新城病院前を起点に、新城東高校・大海駅前等を経由し、本長篠駅前から北上して田口（北設楽郡設楽町田口地区）へと至る豊鉄バス田口新城線と、新東名高速道路を経由して、名古屋市の藤が丘駅、長久手市の長久手古戦場駅へと至る高速バス「山の湊号」（2016年（平成28年）7月1日運行開始）がこのバス停を発着している。
また、道の駅もっくる新城に設置されたバス停より、JRバス関東・西日本JRバスが運行するグラン昼特急号・青春昼特急号（東京駅・新宿駅 - 京都駅・大阪駅）に乗車することも可能。

## 隣の駅
東海旅客鉄道（JR東海）
CD 飯田線
■快速（上りのみ運転）・■普通
茶臼山駅 - 三河東郷駅 - 大海駅